# Крушинець (Куявсько-Поморське воєводство)
Крушинець (пол. Kruszyniec, нім. Kruschin Kolonie, 1942-1945: Kruschhauland) — село в Польщі, у гміні Сіценко Бидґозького повіту Куявсько-Поморського воєводства.
Населення — 92 особи (2011).
У 1975-1998 роках село належало до Бидгощського воєводства.

## Демографія
Демографічна структура станом на 31 березня 2011 року:
|          | Загалом | Допрацездатний вік | Працездатний вік | Постпрацездатний вік |
| -------- | ------- | ------------------ | ---------------- | -------------------- |
| Чоловіки | 49      | 8                  | 36               | 5                    |
| Жінки    | 43      | 7                  | 28               | 8                    |
| Разом    | 92      | 15                 | 64               | 13                   |